# Будинок на вулиці Соломії Крушельницької, 19 (Львів)
Будинок за адресою вулиця Соломії Крушельницької, 19 у Львові — багатоквартирний житловий триповерховий будинок. Пам'ятка архітектури місцевого значення № 1085-м. Розташований будинок у периметральній забудові вулиці.

## Історія
Збудований у 1882—1884 роках за проєктом архітектора Альфреда Каменобродського. У 1914 році за проєктом архітектора Фердинанда Касслера проведена перебудова інтер'єрів кам'яниці.